# Adam et Ève (Cranach, Besançon)
Pour les articles homonymes, voir Adam et Ève.
Adam et Ève est un diptyque réalisé par le peintre allemand Lucas Cranach l'Ancien vers 1508-1510. Exécuté à la peinture à l'huile sur bois, il représente Adam et Ève sur fond noir au moment de la Chute, un épisode-clé du Livre de la Genèse. Nus debout de part et d'autre du tronc de l'arbre de la Connaissance, à la branche duquel apparaît le Serpent maléfique, tous deux y figurent, tenant en main des pommes, dont ce sont les feuilles qui opportunément cachent leurs sexes au spectateur. La jeune femme a déjà péché, ayant mordu dans le fruit défendu.
L'œuvre est conservée au musée des Beaux-Arts et d'Archéologie de Besançon, à Besançon, en France. Il s'agit de la plus ancienne d'une ample série consacrée par l'artiste au même sujet. Il le traite à nouveau en 1528, par exemple, avec son Adam et Ève de la galerie des Offices, à Florence, en Italie.

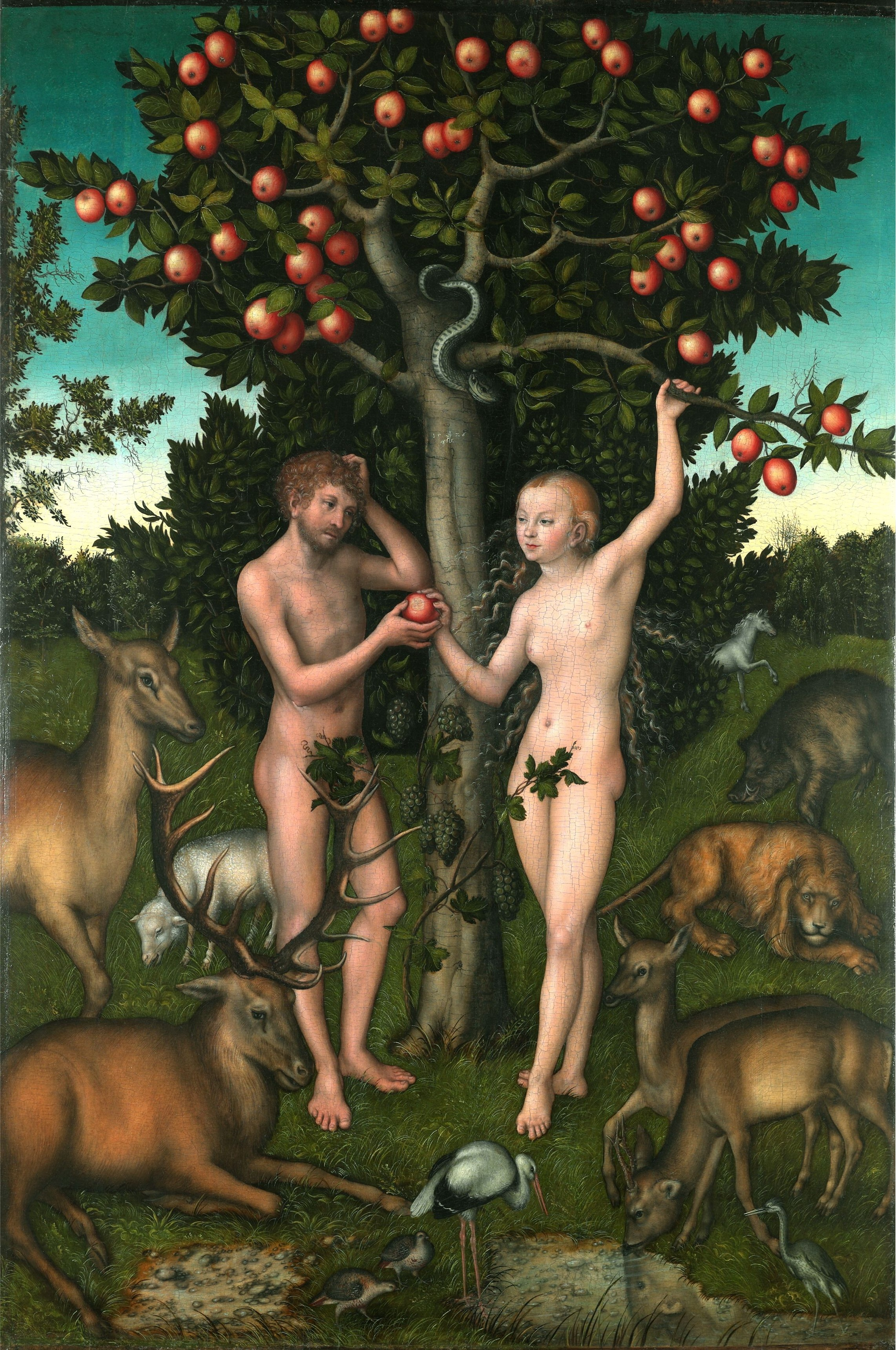
Adam et Ève, 1526 – Institut Courtauld, Londres.
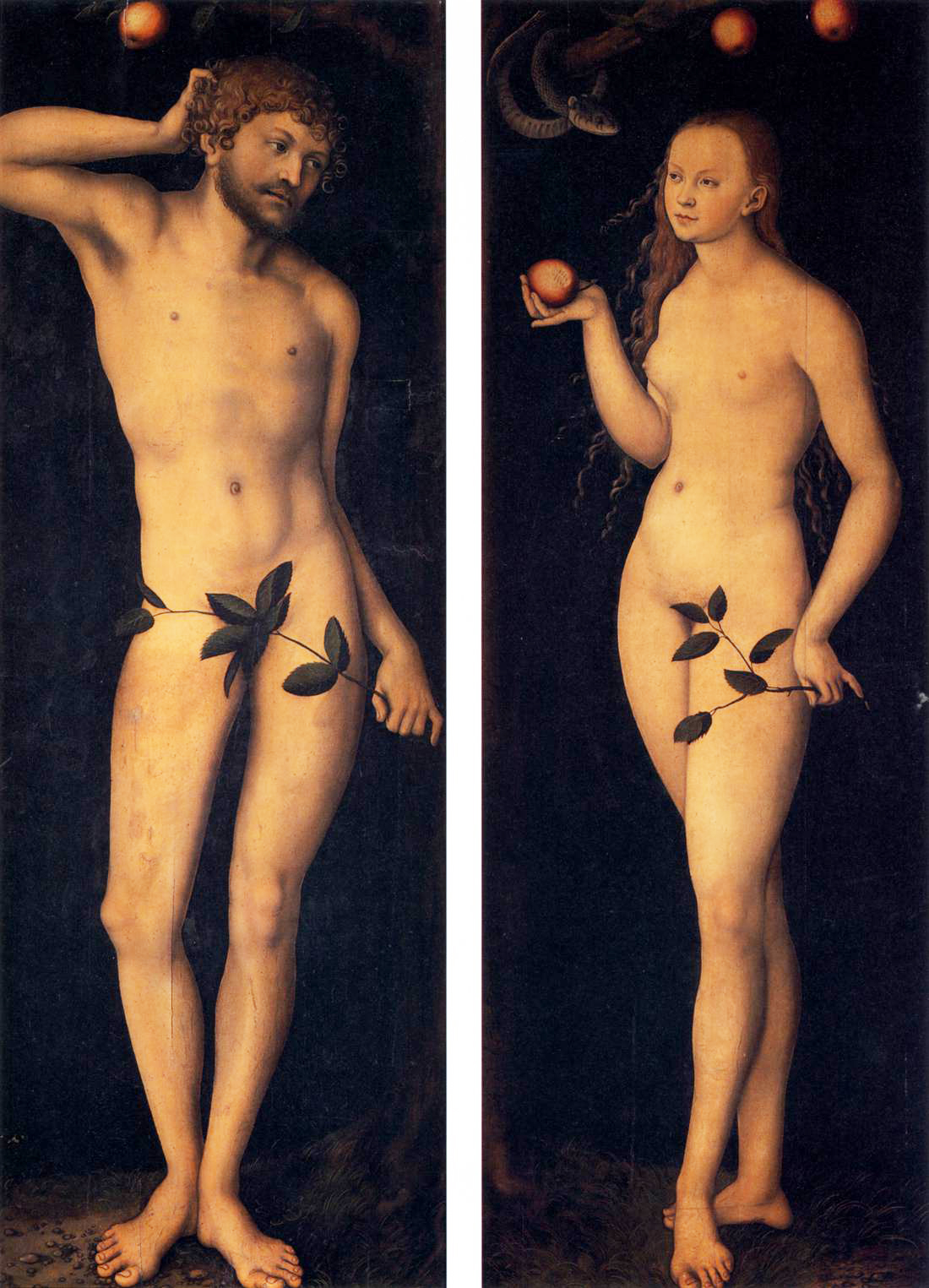
Adam et Ève, 1528 – Galerie des Offices, Florence.
Adam et Ève, vers 1538 – Galerie nationale de Prague, Prague.